# Massimiliano Manfredi (politico)
Massimiliano Manfredi (San Paolo Bel Sito, 17 giugno 1973) è un politico italiano.

## Biografia
Sposato e padre di due figlie, è fratello di Gaetano Manfredi, già ministro e sindaco di Napoli dal 2021.

### Attività politica
Fino ad ottobre 2001 è stato segretario provinciale della sinistra giovanile a Napoli.
Dal 2001 al 2006 ha lavorato al Comune di Napoli, con l'amministrazione guidata dal sindaco Rosa Russo Iervolino, dove si occupava di politiche del lavoro, imprese e concertazione.
Da maggio 2006 a maggio 2008 è stato capo della segreteria del Ministro della Funzione Pubblica, Luigi Nicolais.
Dal 2008 al 2009 è stato coordinatore per le attività programmatiche nazionali del PD all'interno del gruppo dirigente del PD con Walter Veltroni e Dario Franceschini.
Dal luglio 2010 a maggio 2013 è stato Presidente Provinciale del PD Napoli.
È componente dell’Assemblea Nazionale del Partito Democratico.

#### Elezione a deputato
Nel dicembre 2012, con oltre 4.500 voti di preferenza, vince le “Parlamentarie” indette dal PD per la scelta dei candidati alle successive elezioni politiche del 24 e 25 febbraio. Alle elezioni politiche del 2013 viene eletto alla Camera dei Deputati, nella circoscrizione Campania 1, nelle liste del Partito Democratico.
Nella XVII legislatura della Repubblica è stato componente della 8ª Commissione Ambiente, Territorio e Lavori pubblici, della Commissione parlamentare antimafia, dove ha ricoperto il ruolo di coordinatore del VI Comitato "Infiltrazioni nell’economia legale: mafie, impresa e professioni", e della 14ª Commissione Politiche dell'Unione europea, dove ha sostituito dal 27 giugno al 31 ottobre 2014 il ministro degli affari esteri Federica Mogherini.
Alle elezioni politiche del 2018 si candida al Senato della Repubblica, tra le liste del PD nel collegio plurinominale Campania - 02, ma non venne eletto.

#### Elezione a Consigliere Regionale
Si candida alle elezioni regionali in Campania del 20-21 settembre 2020 col PD, nella coalizione a sostegno del presidente uscente Vincenzo De Luca, venendo eletto nel collegio di Napoli con 19.763 preferenze al consiglio regionale della Campania.
È Vice-Presidente della VII commissione (Ambiente) e componente della I commissione (Affari istituzionali); III commissione (Attività produttive e lavoro); IV commissione (Trasporti). È altresì componente della prima commissione speciale (Trasparenza) e della seconda commissione speciale (Anticamorra e beni confiscati).